# Gestão Eduardo Leite no governo do Rio Grande do Sul
O Governo Eduardo Leite, também chamado de Gestão Eduardo Leite no governo do Rio Grande do Sul, tem seu início no dia 1 de janeiro de 2019 com a posse de Eduardo Leite e cessou com sua renúncia em 31 de março de 2022. O ex-prefeito de Pelotas foi eleito o 39.º Governador do Rio Grande do Sul com 53,62% dos votos no segundo turno das eleições estaduais de 2018, derrotando o governador incumbente José Ivo Sartori. Sua eleição marcou o retorno do Partido da Social Democracia Brasileira ao executivo estadual depois de oito anos e fez de Eduardo Leite um dos governadores mais jovens da história do Estado, assim como o primeiro abertamente homossexual.

## Antecedentes

### Governo José Ivo Sartori
Nas eleições estaduais de 2014, o então governador Tarso Genro foi derrotado por Sartori por margem de 61,21%, recebendo apoio do PSDB no segundo turno, que mais tarde faria parte da coalizão governista. A gestão de Sartori foi marcada por várias medidas de ajuste fiscal, com a mais controversa sendo o parcelamento de salários dos servidores estaduais, no entanto, ele não conseguiu aprovar toda sua agenda legislativa, com o estado tendo que suspender o pagamento de dívida com o Governo Federal e não conseguindo aprovar os plebiscitos para a privatização de estatais (CEEE, CRM e Sulgás), ele também não obteve sucesso em aderir ao Regime de Recuperação Fiscal devido a exigência da União de privatizar o Banco do Estado do Rio Grande do Sul. A instabilidade do governo motivou os tucanos a alcançar novamente o Palácio Piratini.
No final de 2017, o PSDB decidiu abandonar a base aliada de Sartori, com outros partidos como o PP e o PDT os acompanhando, quem anunciou a saída foi o então Presidente estadual do PSDB, Eduardo Leite, o ex-prefeito de Pelotas e visto na época como natural candidatado tucano.

### Eleições Estaduais
Nas eleições de 2018, Eduardo Leite foi escolhido como o candidato de coligação "Rio Grande da Gente" contendo 7 partidos como o próprio PSDB, o PTB do vice Ranolfo Vieira Júnior e o PP, Sartori buscou reeleição como o candidato da coligação "Rio Grande no rumo certo". Na eleição estadual, Sartori defendeu sua gestão e afirmava que conseguiria entrar no Regime de Recuperação Fiscal enquanto Leite criticava a inabilidade política de seu adversário e se colocava como a opção que promoveria o ajuste das contas estaduais, ambos foram ao segundo turno, com o Sartori enfatizando seu apoio ao Bolsonaro e o Leite dando um endorsamento mais crítico ao mesmo. Leite venceu Sartori por mais de 6% de vantagem e se tornou um dos mais jovens governantes do estado.

### Transição de Governo
Mesmo tendo ganho a eleição para governador, os partidos que apoiaram Leite em sua eleição apenas elegeram uma bancada de 18 deputados estaduais entre os 55 membros da Assembleia Legislativa do Rio Grande do Sul, cerca de um terço do total, estando longe dos 33 suficientes para aprovar as reformas econômicas que havia proposto na campanha eleitoral. A fim de expandir sua base aliada, Leite convidou os partidos Movimento Democrático Brasileiro (8 deputados), Partido Socialista Brasileiro (3 deputados), Partido da República (2 deputados), esses que apoiaram a reeleição de Sartori, e o Partido Democrático Trabalhista (4 deputados), que teve uma candidatura própria, para fazerem parte de sua coalizão governista.

Composição da Assembleia Legislativa do Rio Grande do Sul após as eleições de 2018.

O primeiro partido a definir apoio formal ao governo estadual foi o Partido da República, com seu líder Giovani Cherini afirmando após as eleições que estava aberto a apoiar Leite, logo foi definido que o partido teria uma Secretaria no Governo Estadual. Inicialmente, o Leite preferiu que o próprio Cherini assumisse como Secretário de Governo, porém o deputado decidiu ficar na bancada federal do Rio Grande do Sul, então o indicado do PR foi Catarina Paladini para a Secretaria da Justiça, Paladini é deputado estadual e foi Secretário de Trabalho e Desenvolvimento Social na gestão de Sartori.
Concomitantemente, Leite buscou apoio do MDB de Sartori, partido que havia obtido a maior bancada na ALERS, apesar de terem projetos políticos similares, a rivalidade no segundo turno fez com que os emedebistas buscassem uma postura política independente de início. No começo das negociações, o MDB gaúcho estava dividido, parte dele concordava que o projeto de Eduardo Leite é de uma continuação de Sartori e que era do melhor interesse de ambos que ficassem juntos, enquanto outra, especialmente entre os militantes partidários, afirmava que a população jogou o MDB para a oposição, tanto que o deputado federal e Presidente estadual Alceu Moreira afirmou que seu partido não tinha nenhum interesse em fazer parte do governo. 50 dias depois do segundo turno, o diretório estadual decidiu por uma ampla maioria entrar na base aliada do governador (47 votos afavor, 9 contrários e 2 abstenções), o MDB manteve a Secretaria de Transportes, ocupado por Juvir Costella, deputado estadual e ex-secretário no governo Sartori, e ganhou a Secretaria da Saúde com a Arita Bergmann, que já havia trabalhado com Leite em sua gestão de Pelotas, junto a outros cargos no segundo e terceiro escalão.
O PSB, aliado de Sartori, também entrou nas negociações com o governo estadual, inicialmente queria manter as duas secretarias que possui na gestão passada (Transporte e Obras), junto com outras posições relacionadas a agricultura no segundo escalão devido a sua ligação com a agricultura familiar no Rio Grande do Sul. Com as negociações, foi acertado que o PSB manteria a Secretaria de Obras, com o secretário sendo o deputado federal José Luiz Stédile; eles nomeariam o Presidente da Emater estadual (Empresa de Assistência Técnica e Extensão Rural) e adicionalmente a Leany Lemos, suplente de senadora do Distrito Federal seria a nova secretária de planejamento, numa votação entre o diretório estadual, o PSB formalmente aceitou o convite para participar da base aliada.

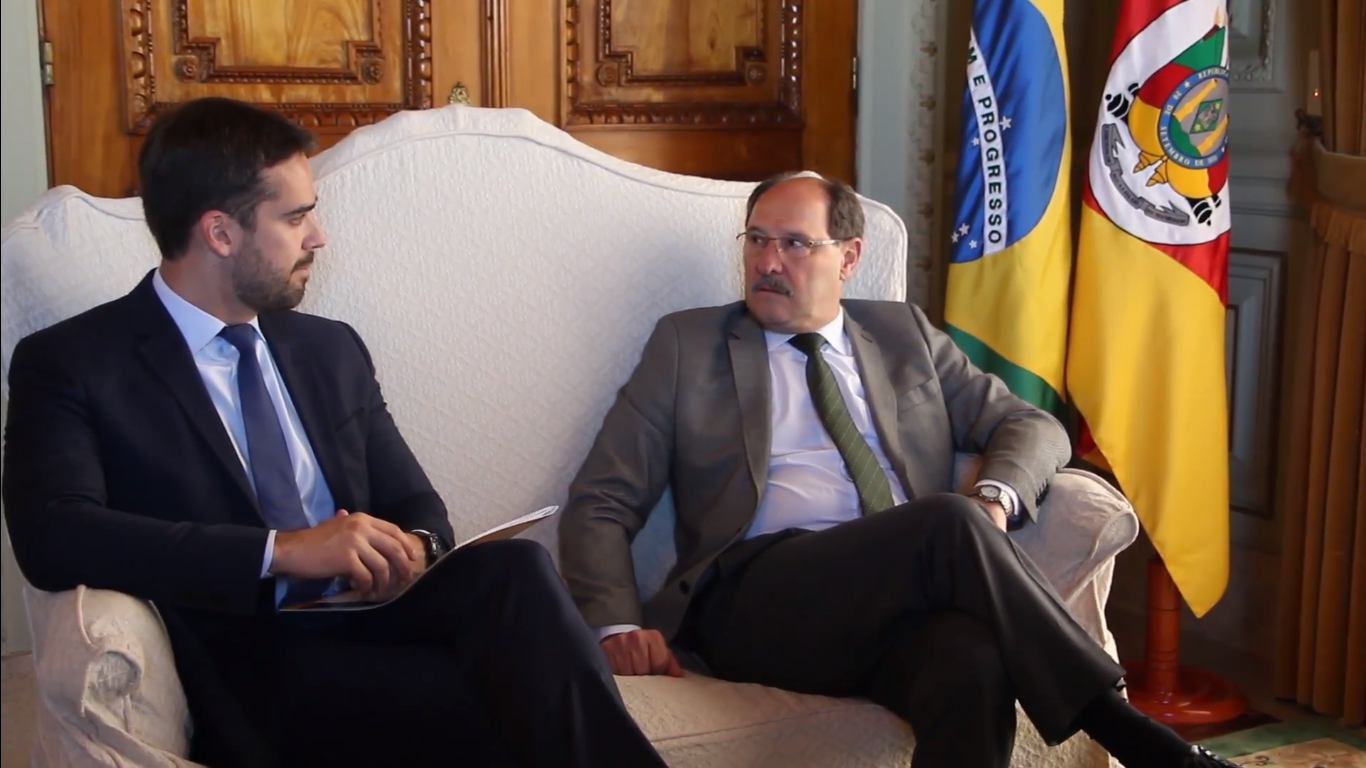
Eduardo Leite com o então Governador José Ivo Sartori durante a transição de governo.

Apesar da mídia ter inicialmente especulado que Leite buscaria apoio dos Democratas (2 deputados) e o Partido Social Liberal (4 deputados), a Presidente estadual Carmen Flores afirmou que o governador não havia os contatado e consequentemente não fecharam apoio oficial ao tucano, ainda assim, o democrata e suplente de deputado estadual Rodrigo Lorenzoni, filho do então Ministro da Casa Civil Onyx Lorenzoni, foi selecionado como Secretário de Articulação e Apoio a Municípios. O tucano convidou o PDT para fazer parte da coalizão governista, sendo que o partido havia inicialmente se aliado com o Sartori na gestão passada, no entanto a diretório estadual rejeitou o convite por ampla maioria, preferindo a independência em relação ao governante.
Após as negociações partidárias, a base aliada formal de Eduardo Leite possui 33 deputados estaduais, o suficiente para aprovar mudanças constitucionais. Dos 17 partidos com participação no legislativo gaúcho, 10 são base aliada de Leite, com 5 apoiando desde o primeiro turno (PSDB, PTB, PP, PRB e PPS), 2 endossando no segundo turno (PODE e SDD) e 3 aderindo após negociações na transição (PR, PSB e MDB), 5 são independentes (PSL, PDT, DEM, NOVO e PSD) e 2 (PT e PSOL) são oposição. Com a base definida, ele anunciou um time de 22 secretários, cinco a mais que Sartori, ele também garantiu que não buscaria a reeleição e propôs um "pacto social" para superar a crise estadual. Antes de sua posse, Sartori, a seu pedido, convocou uma sessão extraordinária para votar a criação das novas secretarias e a prorrogação das alíquotas mais altas do ICMS, ambos aprovados com folga e visto pela sua equipe como um prova da solidez de sua coalizão.

## Administração estadual

### Gestão fiscal
Em sua campanha, Eduardo Leite afirmou que buscaria normalizar o pagamento dos funcionários públicos no primeiro ano. No final de 2020, ele anunciou que iria retomar o pagamento integral dos servidores estaduais.
No primeiro ano da Gestão Leite, o déficit primária era de 3,4 bilhões de reais, no ano subsequente, 2020, o déficit primário iria diminuir em 6 vezes, caindo para 597 milhões de reais. A previsão da Lei de Diretrizes Orçamentárias, enviada pelo governo estadual, é que o déficit primário caia para 51 milhões em 2022 e, a partir de 2023, haverá superávit primário bilionário.
Em 2021, a pedido do governo, foi aprovado um teto de gastos, que impede aumento acima da inflação das despesas primárias nos próximos 10 anos, com exceção de gastos com saúde e educação.

Logo da Companhia Riograndense de Saneamento (CORSAN), empresa cuja privatização foi proposta pela Gestão Leite.

### Privatizações
Eduardo Leite foi eleito com a promessa de privatizar várias empresas. Em 2019, foi aprovado o fim de plebiscitos para a privatização de determinada estatais, com a privatização das Companhia Estadual de Energia Elétrica, Sulgás e a Companhia Riograndense de Mineração sendo aprovadas no mesmo ano. Com a desestatização da CEEE, ela foi dividida entre as subsidiárias CEEE-D (distribuição de energia), CEEE-T (transmissão de energia) e CEEE-G (geração de energia).
Sua gestão concluiu a liquidação da Companhia Riograndense de Artes Gráficas (Corag), aprovada em 2016. Eduardo Leite também foi favorável a privatização da Empresa Gaúcha de Rodovias, durante a campanha e pretende concluir até o final de 2021.
Na campanha, manifestou-se contra a privatização da Companhia Riograndense de Saneamento e do Banco do Estado do Rio Grande do Sul, porém anunciou que buscaria retirar a necessidade de plebiscito para desestatizar essas estatais e privatizar completamente a Corsan. O governador justificou a mudança de posição afirmando que seria a única forma de viabilizar a universalização do saneamento, meta estabelecida pelo Congresso Nacional. O fim da necessidade de plebiscito para privatizar a Corsan foi aprovado e o governo passou a desenhar a regionalização da privatização.
Segundo um levantamento em 2021, o Governador Eduardo Leite já havia encaminhado 20 privatizações no Rio Grande do Sul.
A CEEE-D foi leiloada em março de 2021 para a Equatorial Energia pelo valor de 100 mil reais, o valor foi o dobro do mínimo exigido e incluiu a transferência de passivos bilionários.
No mesmo ano, a CEEE-T foi vendida em um leilão para a CPFL pelo valor de R$ 2,6 bilhões de reais.
Em outubro de 2021, a Sulgás foi privatizada em leilão por R$ 927 milhões, sendo arrematada pela Compass, do grupo Cosan.
Em julho de 2022, a Companhia Estadual de Geração de Energia Elétrica (CEEE-G) foi vendida para a Companhia Florestal do Brasil, vinculada à Companhia Siderúrgica Nacional (CSN) por R$ 928 milhões.

### Direitos Humanos
A Secretaria de Cultura implementou a iniciativa de "banheiros sem preconceito", permitindo com que mulheres trans e travestis possam entrar em banheiros femininos administrados pela secretaria, essa iniciativa foi apoiada por Eduardo Leite e seguida por demais secretarias estaduais. A campanha foi criticada por Mário Frias, secretário especial da Cultura, que acusou o Leite de promover a "ideologia de gênero".

### Educação
Inicialmente, Leite queria uma indicação técnica para o cargo de secretário de Educação, afirmando que deveria ser um cargo não politizado. No entanto, ele acabou indicando o tucano Faisal Karam, ex-prefeito de Campo Bom, para a função, Leite justificou a nomeação pela necessidade de um articulador para aprovar a reforma no plano de carreiras dos professores. Como secretário, Faisal Karam buscou modificar o Estatuto do Magistério, que seguia quase inalterado desde 1974, visando uma série de mudanças nas regras salariais. A proposta sofreu resistência de sindicatos, tendo emendas do projeto original que buscavam reajustar salários de professores e garantir aumento real a fim de buscar diminuir a resistência entre os professores.
Em 2021, o governador apresentou uma proposta de vincular os repasses municipais do ICMS para aumento no desempenho educacional, pegou o modelo do Ceará. Simultaneamente, a Assembleia Legislativa aprovou um projeto de lei que visava legalizar o ensino domiciliar, Eduardo Leite vetou a proposta alegando inconstitucionalidade e o Legislativo manteve o veto.
Em setembro de 2021, Eduardo Leite anunciou um pacote de investimentos bilionários em educação, chamado "Avança Educação". O programa tem como principais pontos a contratação de mais professores, reconstrução da infraestrutura escolar e bolsas para ensino médio. Em dezembro de 2021, Eduardo Leite sancionou o reajuste de salário dos professores, que variou entre 5,5% e 32% dependendo do salário dos profissionais.
Na Gestão Eduardo Leite, a educação pública estadual apresentou melhoras no índice de educação básica (IDEB), subindo o de 3,4 em 2017 para 4 em 2019 no Ensino Médio. No entanto, o Rio Grande do Sul não conseguiu alcançar as metas do INEP, algo não alcançado faz 10 anos.

### Segurança pública

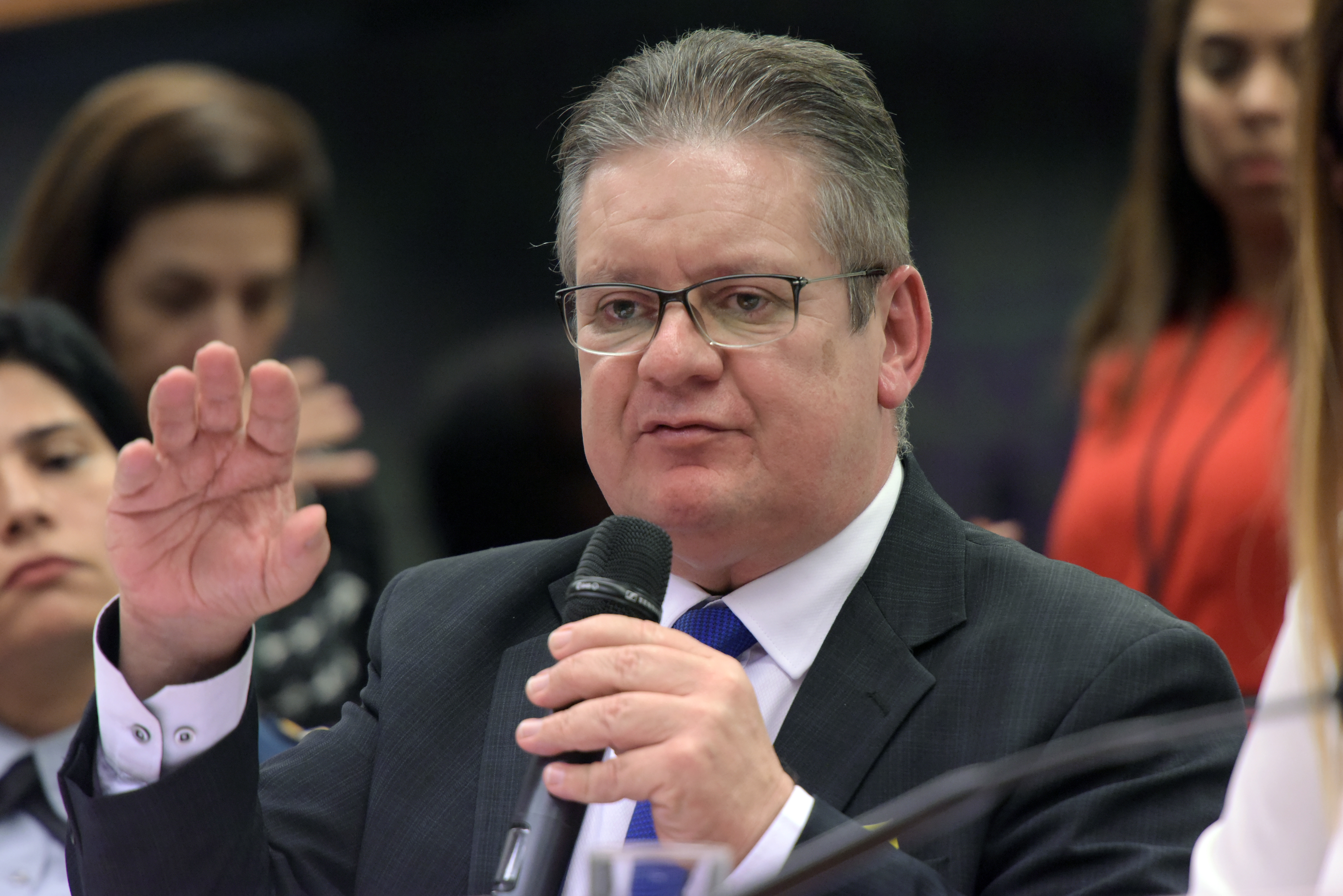
Delegado Ranolfo, vice-governador do Rio Grande do Sul e secretário da Segurança Pública.

Sua gestão aumentou o investimento no setor de inteligência da polícia civil, visando o aumento da taxa de resolução de crimes. Também foi criado novas delegacias para combate a homicídios. A estratégia de combate foi de focar nos municípios mais perigosos, buscando desarticular facções criminosas.
Em setembro de 2021, prédio da Secretaria de Segurança Pública sofreu um incêndio que parcialmente destruiu o edifício. Por causa desse incêndio, os funcionários da Secretaria de Segurança Pública foi transferido a novos prédios no centro de Porto Alegre.
Na gestão de Eduardo Leite, a tendência de quedas de criminalidade foi continuada, em 2020 foi alcançada a menor taxa de homicídios nos últimos 15 anos, também houve quedas no número de latrocínios e roubos de carros, porém houve aumento no número em estelionatos.

### Infraestrutura
O Governo Estadual anunciou um plano de investimentos que visava aplicar 5 bilhões na infraestrutura estadual, algo descrito como o maior pacote da histórica do estado. Desses 5 bilhões, quase 4 bilhões serão de concessões do setor privado, mais de mil quilômetros de ruas estaduais vão ser concedidos à iniciativa privada e as condições do governo requerem que mais de 300 quilômetros de rodovias estaduais sejam duplicados.

### Meio Ambiente
Como parte da reorganização do secretariado com a posse de Eduardo Leite, a Secretaria de Meio Ambiente passou a fazer da parte da Secretaria de Infraestrutura, com o tucano Artur Lemos sendo o secretário de Meio Ambiente e Infraestrutura. O seu principal projeto na pasta foi o novo código ambiental, que buscava incentivar o desenvolvimento econômico e flexibilizava o licenciamento ambiental, o projeto sofreu críticas da oposição por supostamente apresentar um retrocesso ambiental, porém foi aprovado pelo Poder Legislativo estadual.
O Governo propôs uma emenda constitucional que viabilizava a concessão de parques e reservas ambientais, o projeto foi aprovado quase unanimemente pela Assembleia Legislativa, com apenas as deputada Luciana Genro se manifestando contra. O governo então programou leilões para 5 parques ambientais, incluindo o Jardim Botânico de Porto Alegre.

## Secretariado
Sobre seu secretariado, quando perguntado se seu governo teria perfil técnico ou político, Leite afirmou que não via oposição entre ambos os aspectos, afirmando que visa obter um gabinete que "reconheça" as forças políticas governistas enquanto mantém a qualidade nas nomeações.
Na posse, o gabinete de Eduardo Leite foi composto dos seguinte secretários:
      Independente (5) /       PP (3) /       PTB (3) /       MDB (2) /       PSDB (2) /       PSB (2) /       DEM (1) /       PL (1) /       CDN (1) /       REDE (1)
| Pasta                                 | Incumbente                   | Partido | Partido                                 | Mandato                                       |
| ------------------------------------- | ---------------------------- | ------- | --------------------------------------- | --------------------------------------------- |
| Agricultura                           | Covatti Filho                |         | Partido Progressista                    | 1 de janeiro de 2019 - 30 de março de 2021    |
| Articulação e Apoio a Municípios      | Rodrigo Lorenzoni            |         | Democratas                              | 1 de janeiro de 2019 - 8 de abril de 2019     |
| Casa Civil                            | Otomar Vivian                |         | Partido Progressista                    | 1 de janeiro de 2019 - 9 de fevereiro de 2021 |
| Comunicação                           | Tânia Moreira                |         | Independente                            | 1 de janeiro de 2019 - 31 de março de 2022    |
| Cultura                               | Beatriz Araújo               |         | Independente                            | 1 de janeiro de 2019 - 31 de março de 2022    |
| Desenvolvimento Econômico e Turismo   | Dirceu Franciscon            |         | Partido Trabalhista Brasileiro          | 1 de janeiro de 2019 - 6 de março de 2019     |
| Educação                              | Faisal Karam                 |         | Partido da Social Democracia Brasileira | 1 de janeiro de 2019 - 9 de março de 2021     |
| Esportes e Lazer                      | João Derly                   |         | Rede Sustentabilidade                   | 1 de janeiro de 2019 - 6 de junho de 2020     |
| Fazenda                               | Marco Aurélio Santos Cardoso |         | Independente                            | 1 de janeiro de 2019 - 31 de março de 2022    |
| Governança e Gestão Estratégica       | Cláudio Gastal               |         | Cidadania                               | 1 de janeiro de 2019 - 31 de março de 2022    |
| Inovação, Ciência e Tecnologia        | Luís da Cunha Lamb           |         | Independente                            | 1 de janeiro de 2019 - 20 de janeiro de 2022  |
| Justiça, Cidadania e Direitos Humanos | Catarina Paladini            |         | Partido Liberal                         | 1 de janeiro de 2019 - 31 de maio de 2020     |
| Meio Ambiente e Infraestrutura        | Artur Lemos                  |         | Partido da Social Democracia Brasileira | 1 de janeiro de 2019 - 9 de fevereiro de 2021 |
| Obras                                 | José Luiz Stédile            |         | Partido Socialista Brasileiro           | 1 de janeiro de 2019 - 31 de março de 2022    |
| Planejamento                          | Leany Lemos                  |         | Partido Socialista Brasileiro           | 1 de janeiro de 2019 - 31 de maio de 2020     |
| Procuradoria-Geral do Estado          | Eduardo Cunha da Costa       |         | Independente                            | 1 de janeiro de 2019 - 31 de março de 2022    |
| Relações Federativas e Internacionais | Ana Amélia Lemos             |         | Partido Progressista                    | 1 de janeiro de 2019 - 31 de março de 2022    |
| Saúde                                 | Arita Bergmann               |         | Movimento Democrático Brasileiro        | 1 de janeiro de 2019 - 31 de março de 2022    |
| Segurança                             | Ranolfo Vieira Júnior        |         | Partido Trabalhista Brasileiro          | 1 de janeiro de 2019 - 31 de março de 2022    |
| Trabalho e Assistência Social         | Regina Becker Fortunati      |         | Partido Trabalhista Brasileiro          | 1 de janeiro de 2019 - 30 de abril de 2021    |
| Transportes                           | Juvir Costella               |         | Movimento Democrático Brasileiro        | 1 de janeiro de 2019 - 31 de março de 2022    |

Em março de 2019, Dirceu Franciscon do PTB pediu sua retirada do Poder Executivo pois não havia conseguido transferir toda sua equipe como deputado para o primeiro escalão, assim esvaziando a Secretaria de Desenvolvimento Econômico e Turismo e voltando para a Assembleia Legislativa. A despeito do PTB ainda querer manter a pasta, Eduardo Leite convidou o deputado estadual, Ruy Irigaray do PSL, então partido do Presidente da República, para assumir a pasta e após consulta com a bancada estadual e o governo federal, ele aceitou o convite, assim fazendo com que o PSL (que possui 3 deputados estaduais gaúchos) formalmente aderisse a base aliada do governador.
A entrada de Ruy Irigaray no governo fez com que um suplente da coligação proporcional PSL-DEM tivesse que ser convocado para assumir sua vaga na ALERS, assim abrindo vaga para o então Secretário de Articulação e Apoio a Municípios Rodrigo Lorenzoni, que não havia conseguido se eleger como deputado estadual na eleição passada, entrasse na Assembleia Legislativa. A saída de Lorenzoni do governo fez com que o Poder Executivo nomeasse Agostinho Meirelles, um ex secretário de Leite em sua gestão como Prefeito de Pelotas, para assumir a pasta.
| Pasta                               | Incumbente          | Partido | Partido                        | Mandato                                       |
| ----------------------------------- | ------------------- | ------- | ------------------------------ | --------------------------------------------- |
| Desenvolvimento Econômico e Turismo | Ruy Irigaray        |         | Partido Social Liberal         | 25 de março de 2019 - 21 de fevereiro de 2020 |
| Articulação e Apoio a Municípios    | Agostinho Meirelles |         | Partido Trabalhista Brasileiro | 8 de abril de 2019 - 9 de março de 2021       |

Em 17 de fevereiro de 2020, Ruy Irigaray anunciou que iria retornar a Assembleia Legislativa na sexta feira (dia 21), pois ele queria focar em ajudar a tramitação de projetos no legislativo e apoiar o seu partido as eleições municipais esse ano. Eduardo Leite aceitou sua renúncia e agradeceu o trabalho feito como secretário, também declarando que o PSL continuaria com a colaboração com o governo e que ele iria selecionar o substituto nos dias seguintes.
| Pasta                                 | Incumbente              | Partido | Partido         | Mandato                                  |
| ------------------------------------- | ----------------------- | ------- | --------------- | ---------------------------------------- |
| Desenvolvimento Econômico e Turismo   | Rodrigo Lorenzoni       |         | Democratas      | 1 de junho de 2020 - 17 de março de 2021 |
| Justiça, Cidadania e Direitos Humanos | Mauro Luciano Hauschild |         | Partido Liberal | 1 de junho de 2020 - 31 de março de 2022 |
| Esportes e Lazer                      | Francisco Vargas        |         | Republicanos    | 6 de julho de 2020 - 4 de maio de 2021   |

Foi anunciado em maio de 2020 uma reforma secretarial que afetou 4 pastas, a Leany Lemos viraria Presidente do Banco Regional de Desenvolvimento do Extremo Sul, com o Planejamento sendo integrado a Governança e Gestão Estratégica de Claúdio Gastal, Catarina Paladini saiu do gabinete para poder concorrer as eleições municipais, com seu substituto na Secretaria de Justiça sendo o procurador Mauro Luciano Hauschild, também anunciou que Rodrigo Lorenzoni seria secretário de Desenvolvimento Econômico e Turismo, que mais tarde será dividida com Lorenzoni sendo titular apenas do Turismo. Mais tarde, o Secretário João Derly do Republicanos anunciou sua saída da pasta para disputar a eleição municipal de Porto Alegre em 2020, sendo substituído por Francisco Vargas, professor de educação física também do Republicanos. 
Em 2021, foi realizado uma reforma administrativa que visava reorganizar a base aliada a fim de fortalecer o governo para 2021. Otomar Vivian foi nomeado para ocupar uma diretoria no Banco Regional do Extremo Sul, assim saindo da Secretaria da Casa Civil, para o substituir, foi nomeado o secretário Artur Lemos do Meio Ambiente. Com a nomeação de Artur Lemos, teve uma reorganização da participação do PSDB no secretariado, a remodelação envolveu a saída de Faisal Karam da Secretaria de Educação, com a ex-deputada Raquel Teixeira sendo nomeada para a função, Faisal Karam assumiu a vaga na Assembleia Legislativa do Rio Grande do Sul, com Luiz Henrique Viana sendo nomeado para chefiar a Secretaria de Meio Ambiente e Infraestrutura. Adicionalmente, o ex-prefeito Luiz Carlos Busato foi nomeado como secretário de Articulação de Apoio a Municípios e o deputado estadual Edson Brum foi nomeado como secretário de Desenvolvimento Econômico, com o Rodrigo Lorenzoni ficando apenas com as competências de Turismo.
| Pasta                                   | Incumbente              | Partido | Partido                                 | Mandato                                      |
| --------------------------------------- | ----------------------- | ------- | --------------------------------------- | -------------------------------------------- |
| Casa Civil                              | Artur Lemos             |         | Partido da Social Democracia Brasileira | 9 de fevereiro de 2021 - 31 de março de 2022 |
| Desenvolvimento Econômico               | Edson Brum              |         | Movimento Democrático Brasileiro        | 9 de março de 2021 - 31 de março de 2022     |
| Meio Ambiente e Infraestrutura          | Luiz Henrique Viana     |         | Partido da Social Democracia Brasileira | 9 de março de 2021 - 31 de março de 2022     |
| Educação                                | Raquel Teixeira         |         | Partido da Social Democracia Brasileira | 9 de março de 2021 - 31 de março de 2022     |
| Articulação e Apoio a Municípios        | Luiz Carlos Busato      |         | Partido Trabalhista Brasileiro          | 9 de março de 2021 - 31 de março de 2022     |
| Agricultura                             | Silvana Covatti         |         | Partido Progressista                    | 30 de março de 2021 - 31 de março de 2022    |
| Turismo                                 | Ronaldo Santini         |         | Partido Trabalhista Brasileiro          | 30 de março de 2021 - 31 de março de 2022    |
| Trabalho e Assistência Social           | Ronaldo Nogueira        |         | Republicanos                            | 30 de março de 2021 - 31 de março de 2022    |
| Igualdade, Cidadania e Direitos Humanos | Regina Becker Fortunati |         | Partido Trabalhista Brasileiro          | 30 de março de 2021 - 31 de março de 2022    |
| Esportes e Lazer                        | Danrlei de Deus         |         | Partido Social Democrático              | 4 de maio de 2021 - 31 de março de 2022      |

No final de março de 2021, o secretário da Agricultura, Covatti Filho, anunciou que iria reassumir o cargo de deputado federal, foi substituído pela sua mãe, Silvana Covatti, Rodrigo Lorenzoni saiu do governo e seu posto foi assumido por Ronaldo Santini, suplente de Covatti Filho na Câmara dos Deputados do Brasil. Nesse período, o ex-ministro Ronaldo Nogueira foi anunciado como secretário de Trabalho e Assistência Social, sua antiga titular, Regina Becker virou secretário de Igualdade, nova pasta criada a partir do fatiamento da Justiça. Em maio, Eduardo Leite anunciou que Danrlei de Deus, deputado federal e ex-futebolista, iria assumir a Secretaria de Esporte com a finalidade de auxiliar a reabertura.
| Pasta                          | Incumbente        | Partido | Partido      | Mandato                                    |
| ------------------------------ | ----------------- | ------- | ------------ | ------------------------------------------ |
| Inovação, Ciência e Tecnologia | Alsones Balestrin |         | Independente | 1 de janeiro de 2019 - 31 de março de 2022 |

Em janeiro de 2022, Luís Lamb decidiu que renunciaria o cargo para poder se mudar aos Estados Unidos, onde sua família mora. O seu sucessor na secretaria de Inovação, Ciência e Tecnologia foi o ex-reitor Alsones Balestrin, que não é filiado a nenhum partido.

## Votações importantes
Em dezembro de 2018, após a eleição de Leite como governador e a pedido do mesmo, Sartori enviou ao Legislativo o PL 190/2018, que prorrogava as alíquotas mais altas para o ICMS, aprovadas em 2015 e ditas para expirar em 2018. Ela foi aprovada com ampla margem tendo apoio de parte da oposição, com o PT e PCdoB votando a favor da prorrogação mesmo tendo de primeira se oposto ao aumento do imposto proposto por Sartori em 2015. A oposição apresentou como argumento para o voto a favor que apresentaram a ideia em seu plano de governo em 2018 e a população tacitamente aprovou a prorrogação ao eleger Leite. No entanto, o PSOL votou contra o aumento devido ao ICMS ser "imposto mais injusto que existe", enquanto que alguns parlamentares da base aliada (especificamente dois do MDB, um do PSB, um do PTB e um do PP) também votaram contra. Apesar do "fogo amigo", Otomar Vivian, secretário-chefe da Casa Civil, avaliou essa votação de maneira positiva.
| Dia da Votação   | Dia da Votação | 19 de Dezembro de 2018     |
| ---------------- | --- | -------------------------- |
| Votos Requeridos | Votos Requeridos | Maioria Simples (Aprovado) |
|                  | Sim - • PT (11) - • MDB (6) - • PP (5) - • PTB (5) - • PDT (3) - • PSDB (3) - • PR (3) - • PCdoB (2) - • PRB (1) - • PSD (1) | 40 / 55                    |
|                  | Não - • PDT (3) - • MDB (2) - • PP (1) - • PTB (1) - • PSB (1) - • PSOL (1) - • PPS (1)                                      | 10 / 55                    |
|                  | Abstenção | 0 / 55                     |
|                  | Não Votou - • PDT (2) - • PP (1) - • PSDB (1) - • PSB (1)                                                                    | 5 / 55                     |

A Constituição Gaúcha proibia a privatização de algumas estatais sem um plebiscito, para contornar essa necessidade o Leite enviou a ALERS uma emenda constitucional que abolia esse dispositivo constitucional, ela foi aprovada em dois turnos no plenário e então foi promulgada no meio de maio.
| Dia da Votação   | Dia da Votação | 23 de Abril de 2019 | 7 de Maio de 2019   |
| ---------------- | --- | ------------------- | ------------------- |
| Votos Requeridos | Votos Requeridos | 33 de 55 (Aprovado) | 33 de 55 (Aprovado) |
|                  | Sim - • MDB (8) - • PP (6) (5 em 7 de Maio) - • PTB (4) - • PSDB (4) - • PSL (3) - • PSB (3) - • DEM (3) - • REP (2) - • NOVO (2) - • PL (2) - • PSD (1) - • PODE (1) - • SDD (1) | 40 / 55             | 39 / 55             |
|                  | Não - • PT (8) - • PDT (4) - • PSOL (1) | 13 / 55             | 13 / 55             |
|                  | Abstenção | 0 / 55              | 0 / 55              |
|                  | Não Votou - • PTB (1) - • PP (1 em 7 de Maio) | 2 / 55              | 3 / 55              |

Leite havia incluído em seu plano de governo a desburocratização das normas ambientais. Por conseguinte, ele apresentou um novo Código Ambiental ao parlamento gaúcho em 2019 e, com uma emenda da base aliada, foi aprovada.
| Dia da Votação   | Dia da Votação | 23 de Abril de 2019        |
| ---------------- | --- | -------------------------- |
| Votos Requeridos | Votos Requeridos | Maioria Simples (Aprovado) |
|                  | Sim - • MDB (7) - • PP (6) - • PTB (4) - • PSDB (4) - • PSL (3) - • PSB (2) - • REP (2) - • NOVO (2) - • PL (2) - • DEM (2) - • PODE (1) - • SDD (1) - • CDN (1) | 37 / 55                    |
|                  | Não - • PT (7) - • PDT (2) - • PSOL (1) - • PSD (1) | 11 / 55                    |
|                  | Abstenção | 0 / 55                     |
|                  | Não Votou - • PDT (2) - • PT (1) - • MDB (1) - • PTB (1) - • PSB (1) - • DEM (1)                                                                                 | 7 / 55                     |

Em 14 de abril, o ex-Secretário de Articulação com os Municípios e Deputado Estadual da base aliada, Rodrigo Lorenzoni, apresentou uma projeto de lei que visava adequar a legislação gaúcha com a MP da Liberdade Econômico proposta pelo Governo Jair Bolsonaro, tendo como princípios liberdade para exercer atividades econômicas, presunção de boa-fé do empreendedor e interferência mínima e excepcional do Estado sobre a prática de atividades econômicas, assim diminuindo as burocracias estaduais e favorecendo as startups. Em 4 de Dezembro, o Projeto de Lei foi aprovado por 35 votos a 8.
| Dia da Votação   | Dia da Votação | 4 de Dezembro de 2019      |
| ---------------- | --- | -------------------------- |
| Votos Requeridos | Votos Requeridos | Maioria Simples (Aprovado) |
|                  | Sim - • MDB (7) - • PP (4) - • PTB (4) - • PSL (3) - • DEM (3) - • PSDB (2) - • PSB (2) - • NOVO (2) - • PL (2) - • REP (1) - • PDT (1) - • PODE (1) - • SDD (1) - • PSD (1) - • CDN (1) | 35 / 55                    |
|                  | Não - • PT (7) - • PSOL (1) | 8 / 55                     |
|                  | Abstenção | 0 / 55                     |
|                  | Não Votou - • PP (2) - • PSDB (2) - • PDT (3) - • PT (1) - • MDB (1) - • PTB (1) - • PSB (1) - • REP (1)                                                                                 | 12 / 55                    |

Como parte do processo de transição do orçamento público estadual, o Governo Estadual propôs a Lei de Diretrizes Orçamentárias (LDO), a LDO apresentou congelamento de despesas, incluindo de repasse ao Poder Judiciário, e um déficit de 8 bilhões de reais. Devido a resistência do Tribunal de Justiça do Estado do Rio Grande do Sul, que considerou a proposta inconstitucional, o congelamento foi removido do projeto de lei, no entanto, foi reincluindo por uma emenda acatada pelo relator Mateus Wesp por propostas dos líderes de bancada da base aliada. Após a aprovação do parecer, foi aprovado no plenário da Assembleia com 37 votos afavor. 
| Dia da Votação   | Dia da Votação | 4 de Dezembro de 2019      |
| ---------------- | --- | -------------------------- |
| Votos Requeridos | Votos Requeridos | Maioria Simples (Aprovado) |
|                  | Sim - • MDB (8) - • PP (5) - • PTB (4) - • PSDB (3) - • PSL (3) - • PSB (3) - • DEM (3) - • REP (2) - • NOVO (2) - • PL (1) - • SDD (1) - • CDN (1) - • PSD (1) | 37 / 55                    |
|                  | Não - • PT (8) - • PDT (4) - • PSOL (1) | 13 / 55                    |
|                  | Abstenção | 0 / 55                     |
|                  | Não Votou - • PP (1) - • PTB (1) - • PSDB (1) - • PODE (1) - • PL (1)                                                                                           | 5 / 55                     |

Durante a Pandemia de COVID-19 no Brasil, o governo apresentou a LDO de 2021 prevendo novamente um déficit de 8 bilhões de reais, ela foi novamente relatada pelo deputado Mateus Wesp, devido ao contexto, foi acordado entre todas as lideranças políticas que haveria um congelamento de gastos dos poderes, gerando uma economia anual de 150 milhões de reais. A LDO foi aprovada unanimemente pelos deputados, com as bancadas do PT e do PSOL assinando um documento que fazia apoio ressalvado às propostas do governo.
| Dia da Votação   | Dia da Votação   | 15 de Julho de 2020        |
| ---------------- | ---------------- | -------------------------- |
| Votos Requeridos | Votos Requeridos | Maioria Simples (Aprovado) |
|                  | Sim              | 53 / 55                    |
|                  | Não              | 0 / 55                     |
|                  | Abstenção        | 0 / 55                     |
|                  | Não Votou        | 2 / 55                     |

De primeira, a Gestão Eduardo Leite propôs uma reforma tributária baseada na de Bernard Appy, que reduzia as alíquotas anteriormente majoradas, mantinha a arrecadação constante, diminui o número de alíquotas, cortava renúncias fiscais, criava mecanismo de devolução de impostos para famílias de menor renda e transferia parte de base do ICMS para impostos sobre patrimônio (IPVA e ITCMD).
No entanto, a proposta não conseguiu apoio na Assembleia Legislativa, com bancadas como a do NOVO caracterizando a proposta como um "pacote de aumento de impostos" e a esquerda parlamentar, inicialmente amigável a proposta, sendo contrária por causa do fim das isenções sobre remédios e cesta básica. O Governo fez concessões, porém ainda assim o MDB (maior bancada na ALERS) fechou questão contra, temendo a rejeição, o Governo retirou a proposta.
Depois das eleições municipais, Eduardo Leite buscou uma mini reforma tributária que manteria certos pontos da original enquanto prorrogava a majoração do ICMS por mais tempo, novamente sofreu resistência de deputados da base e de tendência liberal, com pesquisas parlamentares indicando uma derrota certa. No entanto, Eduardo Leite negociou a retirada de certos pontos e conseguiu que a executiva estadual do MDB fechasse questão a favor, ainda assim havia incerteza sobre a aprovação.
A votação ocorreu dia 22 de dezembro, na última sessão legislativa do ano, depois de 8 horas de debates, a mini reforma tributária foi aprovada por 28 votos favoráveis e 25 contrários (com uma abstenção do MDB). O determinante para a aprovação foi o apoio da bancada petista, que votou unanimemente a favor após negociações com o governo, que determinaram a redução do período de majoração e a inclusão de créditos suplementares para a compra da vacina independente do Governo Federal.
| Dia da Votação   | Dia da Votação | 22 de dezembro de 2020     |
| ---------------- | --- | -------------------------- |
| Votos Requeridos | Votos Requeridos | Maioria Simples (Aprovado) |
|                  | Sim - • PT (8) - • PTB (5) - • MDB (4) - • PSDB (3) - • PP (2) - • PSB (2) - • PL (1) - • REP (1) - • SD (1) - • PSOL (1)                                        | 28 / 55                    |
|                  | Não - • PDT (4) - • PSL (4) - • PP (3) - • MDB (3) - • DEM (2) - • NOVO (2) - • PSDB (1) - • PSB (1) - • REP (1) - • PL (1) - • CDN (1) - • PSD (1) - • PROS (1) | 25 / 55                    |
|                  | Abstenção - • MDB (1) | 1 / 55                     |
|                  | Não Votou - • PP (1) | 1 / 55                     |

Ao contrário do resto do pacote "Reforma RS", a reforma da previdência dos militares não foi aprovada em 2020. A resistência das bancadas do MDB e PTB, junto com a ambiguidade sobre a constitucionalidade de alíquotas maiores que as determinadas pelo Governo Federal acabou impedindo que a proposta fosse a votação junto com o resto da reforma previdenciária, a base aliada do Leite tentou votar junto com a mini reforma tributária, mas não obteve sucesso.
Nesse contexto, Eduardo Leite promoveu uma reforma no secretariado, ele expandiu a participação do MDB, partido mais cético às mudanças na previdência dos militares. A Procuradoria Geral do Estado entrou com uma liminar no STF para que as alíquotas sejam declaradas constitucionais. Com as mobilizações, a reforma da previdência dos militares ganhou respaldo na Assembleia Legislativa e foi aprovada em 9 de março de 2021.
| Dia da Votação   | Dia da Votação | 9 de março de 2021  |
| ---------------- | --- | ------------------- |
| Votos Requeridos | Votos Requeridos | 28 de 55 (Aprovada) |
|                  | Sim - • MDB (7) - • PP (5) - • PSDB (4) - • PTB (3) - • PSB (3) - • REP (2) - • NOVO (2) - • DEM (1) - • SDD (1) - • CDN (1) - • PSD (1) - • PODE (1) | 31 / 55             |
|                  | Não - • PT (8) - • PDT (4) - • PSL (3) - • PP (1) - • PTB (1) - • DEM (1) - • PSOL (1)                                                                | 19 / 55             |
|                  | Abstenção | 0 / 55              |
|                  | Não Votou - • PL (2) - • MDB (1) - • PSL (1) - • PTB (1)                                                                                              | 5 / 55              |

Em 2021, foi aprovado uma PEC que revoga a necessidade da realização de plebiscito para a privatização das estatais Corsan, Banrisul e Procergs.

## Renúncia
Em 31 de março de 2022, Eduardo Leite renunciou ao governo do Rio Grande do Sul com a finalidade de disputar a eleição presidencial. Anteriormente, Leite havia descartado buscar reeleição e perdeu as prévias presidenciais do PSDB em 2021 para João Doria, no entanto, Doria não havia conseguido apoio dos outros partidos da coligação, que motivou a desincompatibilização do Leite. Com a renúncia de Eduardo Leite, Ranolfo Vieira Júnior foi empossado como o governador do Rio Grande do Sul.
No mês seguindo, Eduardo Leite desistiu de disputar para Presidente da República, apoiando João Doria e mais tarde Simone Tebet.. Em junho de 2022, Leite anunciou sua pré-candidatura ao Governo do Rio Grande do Sul.

## Índices de aprovação
Desde 2019, diversas pesquisas de opinião foram conduzidas para aferir a avaliação da gestão de Eduardo Leite como governador gaúcho. A síntese dos dados está listada na tabela a seguir.
As cores da tabela foram preenchidas de acordo com o seguinte esquema:
Avaliação positiva:
  majoritária   plural
Avaliação regular:
  majoritária   plural
Avaliação negativa:
  majoritária   plural
Levantamentos que verificaram os índices de aprovação e desaprovação
| Divulgação | Empresa          | Aprova | Desaprova | NS/NR | Margem de erro | Fonte   |
| ---------- | ---------------- | ------ | --------- | ----- | -------------- | ------- |
| 20/05/2021 | Paraná Pesquisas | 48,7%  | 46,3%     | 5%    | 2,5%           | [ 127 ] |
| 04/05/2021 | Atlas            | 47,2%  | 43,6%     | 9,3%  | 2,5%           | [ 128 ] |
| 13/05/2019 | Paraná Pesquisas | 60%    | 33,3%     | 6,7%  | 2,5%           | [ 129 ] |

Levantamentos que verificaram os índices de ótimo, bom, regular, ruim e péssimo
| Divulgação | Empresa          | Ótimo/bom | Regular | Ruim/péssimo | NS/NR | Margem de erro | Fonte   |
| ---------- | ---------------- | --------- | ------- | ------------ | ----- | -------------- | ------- |
| 20/05/2021 | Paraná Pesquisas | 30,4%     | 36,3%   | 31,8%        | 1,5%  | 2,5%           | [ 127 ] |
| 13/05/2019 | Paraná Pesquisas | 37%       | 37,4%   | 23%          | 2,7%  | 2,5%           | [ 129 ] |